# Hidróxido de cobre(II)
Hidróxido de cobre (II) é o composto químico inorgânico de fórmula Cu(OH)2, é o hidróxido de metal cobre com estado de oxidação 2+. Apresenta-se como um sólido gelatinoso azul pálido. Algumas formas de hidróxido de cobre (II) comercializadas como "estabilizadas", são normalmente uma mistura de hidróxido de cobre (II) e carbonato de cobre (II). Estas são frequentemente de coloração mais verde.
Quando aquecido à uma temperatura de 80°C ele se decompõe em Óxido de cobre (II) (CuO) e água (H2O).